# Tân Thành (ville à niveau communal)
Tân Thành est une ville à niveau communal du district de Lai Vung, province de Đồng Tháp, Mékong, Vietnam.Mékong, Vietnam.

## Localités
1. Tân An
2. Tân Bình
3. Tân Đinh
4. Tân Khánh
5. Tân Hưng
6. Tân Lộc
7. Tân Lợi

## Patrimoine
- Temple de Hoi Phuoc